# Tegneserieruten i Bruxelles
Tegneserieruten i Bruxelles (fransk: Parcours BD de Bruxelles, nederlandsk: Striproute van Brussel) er en rute skabt med adskillige gavlmalerier med scener fra tegneserier, der dækker husmure på forskellige bygninger i den indre del af Bryxelles, samt nabolagene Laeken og Auderghem. De store vægmalerier stammer fra forskellige populære belgiske tegneserier som bl.a. Tintins oplevelser, Smølferne, Lucky Luke, Vakse Viggo og Spirillen.
Bruxelles promoverer sig selv som "tegneseriens hovedstad".

## I det centrale Bruxelles
| Nr. | Vægmaleri                                    | Forfatter                           | Dato                     | Kunstner                                                                      | Placering                                                                                  | Areal    |
| --- | -------------------------------------------- | ----------------------------------- | ------------------------ | ----------------------------------------------------------------------------- | ------------------------------------------------------------------------------------------ | -------- |
| 1   | Victor Sackville                             | Francis Carin                       | august 2002              | Oreopoulos G. Vandegeerde D.                                                  | Rue du Marché au Charbon / Rue des Teinturiers (Kolenmarkt / Verversstraat)                | ± 50 m²  |
| 2   | Broussaille                                  | Frank Pé                            | september 1999           | Mangnay J.-Y. Oreopoulos G. Pieterhons R. Vandegeerde D.                      | Rue du Marché au Charbon 39 / Rue des Teinturiers (Kolenmarkt / Verversstraat)             | ± 45 m²  |
| 3   | Le Passage                                   | François Schuiten                   | juli 1995                | Oreopoulos G. Vandegeerde D.                                                  | Rue du Marché au Charbon 17 (Kolenmarkt 17)                                                | ±20 m²   |
| 4   | Allan Falk                                   | Tibet                               | november 1994            | Oreopoulos G. Vandegeerde D.                                                  | Rue du Bon Secours 9 (Bijstandsstraat 9)                                                   | ±30 m²   |
| 5   | Tintins oplevelser                           | Hergé                               | juli 2005                | Oreopoulos G. Vandegeerde D.                                                  | Rue de l'Étuve 33)                                                                         | ± 36 m²  |
| 6   | Olivier Rameau                               | Dany                                | juni 1997                | Oreopoulos G. Vandegeerde D.                                                  | Rue du Chêne 9 (Eikstraat 9)                                                               | ±60 m²   |
| 7   | Le jeune Albert                              | Yves Chaland                        | maj 2000                 | Mangnay J.-Y. Oreopoulos G. Pieterhons R. Vandegeerde D.                      | Rue des Alexiens 49 (Cellebroerstraat 49)                                                  | ± 110 m² |
| 8   | Monsieur Jean                                | Dupuy and Berberian                 | november 2002            | Oreopoulos G. Vandegeerde D.                                                  | Rue des Bogards / Rue du Midi (Bogardenstr. / Zuidstraat)                                  | ± 64 m²  |
| 9   | XIII                                         | William Vance Jean Van Hamme        | september – oktober 2010 | Oreopoulos G. Vandegeerde D. Kuleczko R.                                      | Rue Philippe de Champagne 33 (Philippe de Champagne straat 33)                             | ± 43 m²  |
| 10  | Yoko Tsuno                                   | Roger Leloup                        | juni 2010                | Oreopoulos G. Vandegeerde D. Ardila A. Kuleczko R. Dussart G.                 | Rue Terre-Neuve 15 (Nieuwland 15)                                                          | ± 55 m²  |
| 11  | Isabelle                                     | Will                                | October 1997             | Oreopoulos G. Vandegeerde D.                                                  | Rue de la Verdure 13 (Loofstraat 13)                                                       | ±86 m²   |
| 12  | The Adventures of Nero                       | Marc Sleen                          | maj 1995                 | Oreopoulos G. Vandegeerde D.                                                  | Place Saint-Géry 20 (Sint Gorikplein)                                                      | ±40 m²   |
| 13  | L'Ange                                       | Yslaire                             | maj 1998                 | Oreopoulos G. Vandegeerde D.                                                  | Rue des Chartreux 19 (Kartuizersstraat 19)                                                 | ± 22 m²  |
| 14  | Astérix                                      | Goscinny og Uderzo                  | august 2005              | Oreopoulos G. Vandegeerde D. Marcelle Bordier Koen Weiss                      | Rue de la Buanderie 15 (Washuisstraat 15)                                                  | ± 145 m² |
| 15  | Lucky Luke                                   | Morris                              | juni 1993                | Oreopoulos G. Vandegeerde D.                                                  | Rue de la Buanderie / Rue 't Kindt                                                         | ±180 m²  |
| 16  | Cori, de Scheepsjongen ("skipsdrengen Cori") | Bob de Moor                         | september 1998           | Oreopoulos G. Vandegeerde D.                                                  | Rue des Fabriques 21 (Fabriekstraat 21)                                                    | ± 48 m²  |
| 17  | Les rêves de Nic                             | Hermann Huppen                      | oktober 1999             | Mangnay J.-Y. Oreopoulos G. Pieterhons R. Vandegeerde D.                      | Rue des Fabriques / Rue de la Senne (Fabrikstraat / Zennestraat)                           | ± 160 m² |
| 18  | Caroline Baldwin                             | André Taymans og Bruno Wesel        | juli 2003                | Oreopoulos G. Vandegeerde D.                                                  | Place de Ninove 10                                                                         | ±150 m²  |
| 19  | Blake og Mortimer                            | Edgar P. Jacobs                     | maj – juni 2005          | Oreopoulos G. Vandegeerde D.                                                  | Rue du Houblon 24 (Hopstraat 24)                                                           | ±104 m²  |
| 20  | Cubitus                                      | Dupa                                | oktober 1994             | Oreopoulos G. Vandegeerde D.                                                  | Rue de Flandre 109 (Vlaamsesteeenweg 109)                                                  | ±35 m²   |
| 21  | Billy the Cat                                | Stéphane Colman og Stephen Desberg  | juli 2000                | Mangnay J.-Y. Oreopoulos G. Pieterhons R. Vandegeerde D.                      | Rue d'Ophem 24 (Oppemstraa 24)                                                             | ± 50 m²  |
| 22  | Spike and Suzy                               | Willy Vandersteen                   | juni 1995                | Oreopoulos G. Vandegeerde D.                                                  | Rue de Laeken 116 (Lakensestraat 116)                                                      | ±25 m²   |
| 23  | FC de Kampioenen                             | Hec Leemans                         | april 2011               | ART MURAL asbl. Oreopoulos G. Vandegeerde D. Ardila A. Kuleczko R. Dussart G. | Rue du Canal 27 (Vaartstraat 27)                                                           | ±90 m²   |
| 24  | Corto Maltese                                | Hugo Pratt                          | august - september 2009  | Oreopoulos G. Vandegeerde D. Ardila A. Kuleczko R. Dussart G.                 | Quai des péniches (Akenkaai)                                                               | ± 850 m² |
| 25  | La Vache (koen)                              | Johan De Moor                       | mars - april 1999        | d'Hainaut E. Oreopoulos G. Vandegeerde D.                                     | Rue du Damier 23 (Damstraat 23)                                                            | 32 m²    |
| 26  | Vakse Viggo-statue                           | André Franquin                      | februar 1996             | Delhaize Le Lion                                                              | Boulevard Pachéco / Rue des Sables (Pachécolaan / Zandstraat)                              |          |
| 27  | Le Scorpion                                  | Enrico Marini                       | maj 2002                 | Oreopoulos G. Vandegeerde D.                                                  | Rue du Treurenberg 16 (Treurenbergstraat 16)                                               | ± 35 m²  |
| 28  | Poje                                         | Cauvin og Carpentier                | ukendt                   | Oreopoulos G. Vandegeerde D.                                                  | Rue de l'Ecuyer 55 / Rue de dominicains (Schildknaapstraat 55 / Predikherenstraat)         | ukendt   |
| 29  | Vakse Viggo                                  | André Franquin                      | februar 2007             | Oreopoulos G. Vandegeerde D.                                                  | Rue de l'Écuyer 9 (Schildknaapstraat 9)                                                    | ± 39 m²  |
| 30  | Lars og Lue                                  | Hergé                               | juli 1996                | Oreopoulos G. Vandegeerde D.                                                  | Rue des Capucins / Rue Haute 191 (Kapucijnenstr. / Hoogstraat 191)                         | ±150 m²  |
| 31  | Odilon Verjus                                | Laurent Verron og Yann le Pennetier | juni 2004                | Oreopoulos G. Vandegeerde D.                                                  | Rue des Capucins 13 (Kapucijnenstraat 13)                                                  | ± 33 m²  |
| 32  | Blondin et Cirage                            | Jijé                                | november 1998            | Oreopoulos G. Vandegeerde D.                                                  | Rue des Capucins 15 (Kapucijnenstraat 13)                                                  | ± 32 m²  |
| 33  | Passe-moi l'ciel                             | Stuf og Janry                       | juli 2002                | Oreopoulos G. Vandegeerde D.                                                  | Rue des Minimes 96 (Minimenstraat 96)                                                      | ± 28 m²  |
| 34  | Boule et Bill                                | Jean Roba                           | oktober 1995             | Oreopoulos G. Vandegeerde D.                                                  | Rue du Chevreuil 19 (Reebokstraat 19)                                                      | 25 m²    |
| 35  | La Patrouille des Castors                    | Mitacq                              | april 2003               | Oreopoulos G. Vandegeerde D.                                                  | Rue Blaes 200 / Rue Pieremans 47 (Blaesstraat 200 / Pieremansstraat 47)                    | ± 50 m²  |
| 36  | Jojo                                         | André Geerts                        | september 1996           | Oreopoulos G. Vandegeerde D.                                                  | Rue Piermans 41 (Pieremansstraat 41)                                                       | ±56 m²   |
| 37  | Le Chat                                      | Philippe Geluck                     | august 1993              | Oreopoulos G. Vandegeerde D.                                                  | Bld du Midi 87 (Zuidlaan 87)                                                               | ±80 m²   |
| 38  | Hovederne af Tintin og Terry                 | Hergé                               | ukendt                   | Lombard Editions                                                              | Avenue Paul-Henri Spaak 7 (Paul-Henri Spaaklaan 7)                                         | -        |
| 39  | Tintin i Amerika                             | Hergé                               | januar 2007              | -                                                                             | Ankomsthallen i Syd jernbanestation                                                        | ukendt   |
| 40  | Signor Spaghetti                             | Dino Attanasio                      | ukendt                   | ukendt                                                                        | Rue van Bergen 22 (Van Bergenstraat)                                                       | ukendt   |
| 41  | Yakari                                       | Derib og Job                        | ukendt                   | ukendt                                                                        | Rue Dethy 25 (Dethystraat)                                                                 | ukendt   |
| 42  | Spirou                                       | Robert Velter                       | ukendt                   | ukendt                                                                        | Place Sainctelette, 2 (Saincteletteplein)                                                  | ukendt   |
| 43  | Thorgal & Aaricia                            | Jean Van Hamme og Grzegorz Rosiński | november 2013            | Grzegorz Rosinski                                                             | Place Anneessens 2a                                                                        | ukendt   |
| 44  | Stam & Pilou                                 | De Marck and De Wulf                | maj 2011                 | -                                                                             | Rue des Alexiens 53-55 (Cellebroersstraat 53-55) Inde på pubben Het Goudblommeke in Papier | 21 m²    |

## I Laeken
| Nr. | Vægmaleri          | Forfatter                          | Dato           | Kunstner                                                      | Placering                                                                                           | Areal    |
| --- | ------------------ | ---------------------------------- | -------------- | ------------------------------------------------------------- | --------------------------------------------------------------------------------------------------- | -------- |
| 1   | Titeuf             | Zep                                | september 2006 | Oreopoulos G. Vandegeerde D. Weiss K. Ardila A.               | Avenue Emile Bockstael 1 (Emile Bockstaellaan 1)                                                    | ± 160 m² |
| 2   | Gil Jourdan        | Maurice Tillieux                   | maj 2009       | Oreopoulos G. Vandegeerde D. Ardila A. Kuleczko R.            | Rue Léopold 1er / Rue Thys-Vanhamstraat (Léopold I Straat / Thys-Vanhamstraat)                      | ± 77 m²  |
| 3   | Natacha            | François Walthéry                  | oktober 2009   | Oreopoulos G. Vandegeerde D. Ardila A. Kuleczko R. Dussart G. | Rue Jan Bollen 23 (Jan Bollenstraat 23)                                                             | ± 200 m² |
| 4   | Martine            | Marcel Marlier og Gilbert Delahaye | oktober 2004   | Oreopoulos G. Vandegeerde D.                                  | Avenue de la Reine 325 / Rue Stéphanie (Koninginnelaan 325 / Stefaniastraat)                        | ± 180 m² |
| 5   | Le Roi des mouches | Mezzo                              | juni 2007      | Oreopoulos G. Vandegeerde D. Pieterhons R.                    | Rue Hubert Stiernet 23 (Hubert Stiernetstraat 23)                                                   | ± 96 m²  |
| 6   | Lincoln            | Olivier Jouvray og Jérôme Jouvray  | maj 2006       | Oreopoulos G. Vandegeerde D.                                  | Rue des Palais outre-pont / Rue Arthur Cosyn (Paleizenstraat over de bruggen / Arthur Cosyn straat) | ± 120 m² |
| 7   | Kiekeboe           | Merho                              | april 2009     | Oreopoulos G. Vandegeerde D. Ardila A. Kuleczko R.            | Av. du Gros Tilleul / Av. de Madrid (Madridlaan / Dikkelindelaan)                                   | ± 81 m²  |
| 8   | Petit Spirou       | Tome og Janry                      | maj 1996       | Oreopoulos G. Vandegeerde D.                                  | Boulevard du Centenaire, Place de Bruparck (Eeuwfeestlaan, Bruparckplein)                           | ±50 m²   |

## I Auderghem/Oudergem
| Nr. | Vægmaleri        | Forfatter        | Dato          | Kunstner | Placering                                     | Areal   |
| --- | ---------------- | ---------------- | ------------- | -------- | --------------------------------------------- | ------- |
| 1   | Gil Jourdan      | Maurice Tillieux | ukendt        | ukendt   | Rue du Vieux Moulin (Oudemolenstraat)         | ukendt  |
| 2   | Gil Jourdan      | Maurice Tillieux | ukendt        | ukendt   | Rue Emile Idiers (Emile Idiersstraat)         | ukendt  |
| 3   | Le Scrameustache | Gos og Walt      | november 2008 | ukendt   | Chaussée de Wavre 1314 (Waversesteenweg 1314) | ± 50 m² |